# لي آن براون (كاتبة)
لي آن براون (بالإنجليزية: Lee Ann Brown)‏ هي كاتِبة أمريكية، ولدت في 11 أكتوبر 1963 في سايتاما في اليابان.